# Filippo Argelati
Filippo Argelati (Bologna, dicembre 1685 – Milano, 25 gennaio 1755) è stato un letterato, curatore editoriale e numismatico italiano.
Nel 1721 fondò insieme ad alcuni nobili milanesi la Società Palatina di cui assunse la direzione tipografica, curò la pubblicazione di numerose opere, fra le più celebri vi sono il Rerum Italicarum Scriptores di Ludovico Antonio Muratori e i 4 volumi del Bibliotheca scriptorum mediolanensium dedicati a Maria Teresa d'Austria.

## Biografia
Argelati nacque a Bologna da Antonio, bolognese, e da Angela Bonsignori. Iniziò la sua formazione a Bologna, prima con il parroco di Sant'Agata e poi presso i Gesuiti. Nel 1705 si trasferì a Firenze. Qui divenne amico di Antonio Magliabechi e di altri eruditi. A Firenze si dedicò agli studi storici e in particolare alla riesumazione di antichi manoscritti. Questa attività lo portò a contatto con Ludovico Antonio Muratori, che in quel periodo stava seguendo un approccio simile. Nel 1718 intraprese un viaggio in Lombardia alla ricerca di antichi manoscritti. A Milano fu ospite del conte Carlo Archinto che lo sostenne    
per trovare i fondi per la pubblicazione della grande quantità di documenti ritrovati. Fu costituita una società editrice, di cui fu eletto presidente il marchese Teodoro Alessandro Trivulzio, con l'obiettivo di pubblicare opere di interesse scientifico e letterario. La società ebbe l'appoggio dell'imperatore Carlo VI che ordinò che avesse nel Palazzo Reale di Milano; da questa sede prese il nome di Società palatina. Argelati fu nominato segretario della società, che sotto la sua direzione iniziò la sua attività nel 1723 con la pubblicazione dell'opera di Muratori Rerum Italicarum Scriptores. Per questa attività l'imperatore concesse ad Argelati una pensione annua. La pubblicazione durò più di 25 anni. Argelati si occupò nello stesso tempo della pubblicazione delle opere di Ulisse Aldrovandi, pubblicate a Bologna, di quelle di Carlo Sigonio presso la Società palatina, di Francesco Maria Mezzabarba Birago. 
Oltre alle opere altrui curò anche l'edizione di una sua opera, dal titolo Bibliotheca Scriptorum mediolanensium, il cui primo volume uscì, con la dedica a Maria Teresa d'Austria, nel 1745. Lo stesso anno perse la moglie, Caterina Mocenni. 
Nel 1750 pubblicò il primo volume di De monetis Italiae variorum Virorum dissertationes, dedicato a papa Benedetto XIV. Quattro anni dopo uscì il quinto volume. Lo stesso anno perse il suo unico figlio. Morì l'anno dopo e fu sepolto a San Lorenzo.

## Opere
- De monetis Italiae variorum illustrium virorum dissertationes
- Rerum Italicarum Scriptores
- Biblioteca degli volgarizzatori
- (LA) Bibliotheca scriptorum mediolanensium, vol. 1, Milano, Tipografia Palatina, 1745.
  - (LA) Bibliotheca scriptorum mediolanensium, vol. 2, Milano, Tipografia Palatina, 1745.
  - (LA) Bibliotheca scriptorum mediolanensium, vol. 3, Milano, Tipografia Palatina, 1745.
  - (LA) Bibliotheca scriptorum mediolanensium, vol. 4, Milano, Tipografia Palatina, 1745.